# Рефракційний сонячний концентратор
Рефракційний сонячний концентратор (refractive solar concentrator) — пристрій управління оптичним випромінюванням у просторі і часі, призначений для збирання енергії широкого спектрального потоку сонячних випромінювань, каналізації та транспортування їх на невеликий за площею але високоефективний приймач сонячної енергії, використовуючи властивість оптичних променів заломлюватись на кордоні діелектриків [1].
Конструктивно рефракційний (заломлюючий) сонячний концентратор представляє собою одиночну або склеєну лінзу. Найпростіший сонячний рефракційний концентратор є оптичною лінзою, виготовленою із прозорого матеріалу і обмеженою двома заломлюючими поверхнями, які мають спільну оптичну вісь. С точки зору фізичної оптики, якраз оптична поверхня змінює напрям та форму хвильового фронту і хід оптичних променів. При виготовлені лінзових концентраторів використовується оптичне скло або органічний матеріал.

## Особливості заломлення світла
Для виведення закону заломлення  світла, що належить нідерландському астроному та математику Вілеброрду Снеліусу (1580—1626), використовувалися різні підходи. Французький фізик і математик П'єр Ферма (1601—1665), зокрема, використав у 1657 році принцип найменшого часу: дійсний шлях поширення світла є шлях, для проходження якого світлу необхідне менше часу порівняно з іншими шляхами між тими ж точками. Інше формулювання полягає в тому, що промінь обирає таку траєкторію, щоб затратити найменший час на подолання відстані між двома точками. Закон заломлення  пояснив земляк Вілеброрда Снеліуса, фізик Християн Гюйгенс (1629–1695), використовуючи власний принцип поширення світла, відомий сьогодні як принцип Гюйгенса-Френеля: кожна точка, до якої доходить подразнення, сама стає джерелом вторинних світлових хвиль; поверхня, що огинає ці сферичні хвилі, показує положення хвильового фронту.  
Пояснення заломлення світла згідно принципу Гюйгенса можна продемонструвати на прикладі плоскої хвилі. Оптичний пучок паралельних променів ОВ з плоским хвильовим фронтом PW1, який поширюється в оптичному середовищі ОМ1, падає на поверхню розділу оптичних середовищ ОМ1, ОМ2 під кутом θ1, заломлюється і поширюється у другому середовищі під кутом θ2 до поверхні розділу як плоский хвильовий фронт PW2 заломленого оптичного пучка. Цей плоский хвильовий фронт PW2 є огинаючою сферичних хвильових фронтів з центрами О1, О2, О3, О1, О5 на поверхні розділу оптичних середовищ. Поширення хвильових фронтів Гюйгенсом пояснювався як результат випромінювання сферичних хвиль у кожній точці вздовж фронту хвилі.
Характеристики заломлення можна також проілюструвати на прикладі сферичної хвилі. Промінь 1, який падає із першого середовища під кутом θ1 до перпендикуляру, на кордоні поділу заломлюється. Заломлений промінь 2 поширюється в оптичній пластині під кутом θ2 до перпендикуляру. Для визначення геометричного розташування падаючого та заломленого променів введемо позначення. t1 — час, протягом якого сферичний хвильовий фронт поширюється у першому середовищі з точки О1 найкоротшим шляхом по нормалі до поверхні оптичної пластини ОР в точку А1; t2 — час, протягом якого сферичний хвильовий фронт поширюється в оптичній пластині ОР з точки А1 найкоротшим шляхом по нормалі до точку А2; t3 — час, протягом якого сферичний хвильовий фронт поширюється у першому середовищі з точки О1 до поверхні оптичної пластини ОР в точку В1.
Межі поширення падаючого та заломленого променів можна проілюструвати графічно. Використано позначення: M1, M2 — оптично прозорі середовища з показниками заломлення світла n1 = 1 та n2; θ1(0–90o), θ2(0–θCR) — кути падіння та заломлення променів світла; N — нормаль до міжфазної поверхні; 1 та 2 — крайні положення падаючих променів; 11 та 21 — крайні положення заломлених променів.
Фізика заломлення світла з класичної точки зору може бути пояснена його сповільненням. В звичайних умовах частинка, яка рухається з постійною швидкістю не випромінює електромагнітні хвилі. Електромагнітна хвиля, наприклад, світлового діапазону після попадання у діелектричне середовище збуджує валентні електрони атомів середовища, які під дією напруженості електричного поля світлової хвилі  починають здійснювати вимушені  гармонічні коливання з частотою хвилі. Електрони, що коливаються, випромінюють вторинні хвилі тієї ж частоти і напруженості, що і в падаючого світла Параметри випромінювання електронів у кожній точці складуються з параметрами початкової хвилі. У результаті, інтерференція хвиль сповільнює початкову хвилю, її фазова швидкість падає, і вона заломлюється.
Заломлення світла підтверджується теорією електромагнітного поля Джеймса Максвелла.
Тож, кут Брюстера визначається через показник заломлення матеріалу n θВ = arctgn. Коли відбитий пучок складає 900 із заломленим пучком, внесок можуть зробити тільки коливання, які перпендикулярні площині падіння. Заломлене ж світло є частково плоскополяризованим.
У штучних  метаматеріалах з негативними значеннями електричної проникності ε та магнітної проникності μ спостерігається негативне заломлення, коли промені світла заломлюються на межі поділу під кутом, відмінним від того, який спостерігається при класичному позитивному заломленні. Метаматеріалам відповідають негативні показники заломлення і негативні фазові швидкості поширення світла в середовищі.
При падінні на границю поділу середовищ під кутом θ1 до нормалі N вихідний «білий» пучок видимого світла заломлюється і ділиться на промені різного кольору, позначеного довжинами хвиль λB, λG, λR — відбувається дисперсія. Дисперсія — відношення зміни кута dδ між променями до різниці їх довжини світла dλ. Кожен промінь має свій кут заломлення θ2, який зростає зі зменшенням довжини хвилі. Для характеристики дисперсії оптичного матеріалу використовуються Фраунгоферові спектральні лінії — лінії поглинання, видимі на фоні неперервного спектру Сонця та зір, для яких розраховується показник заломлення, наприклад, nF, nC, nD. Спектральні лінії, названі на честь німецького фізика Йозефа фон Фраунгофера, 1787—1826. Їх позначають довжиною хвилі й хімічним елементом, якому вони належать. Скло звичайно характеризується середньою дисперсією та коефіцієнтом дисперсії.
Середня дисперсія визначається як різниця показників заломлення nF для синьої лінії спектра λ = 488,1 нм і nC для червоної лінії спектру з λ = 656,3 нм
Коефіцієнт дисперсії ν (число Аббе) задається відношенням різниці показника заломлення без одиниці nD — 1 до середньої дисперсії nF — nC. Дисперсія світла спостерігається, зокрема, на двох схрещених поверхнях, які утворюють оптичну призму.

## Оптичні параметри та характеристики
Оптичні параметри та характеристики рефракційного сонячного концентратора можна умовно поділити на габаритні, енергетичні, абераційні та просторово-частотні.
Важливими характеристиками лінзового концентратора є фокусна відстань, відносний отвір та оптична сила.
Фокусна відстань f1 — відстань між задньою головною площиною та задньою точкою фокуса. У випадку тонкої лінзи в повітрі фокусна відстань — це відстань, на якій вхідні параксіальні промені збираються  у фокус. При цьому фокальними площинами лінзи називають площини, що проходять через головні фокуси лінзи перпендикулярно до її головної оптичної осі, а точки
Відносний отвір визначається як відношення діаметру ефективної діафрагми DIN до фокусної відстані f1,
Кількість світла, що уловлюється лінзою, пропорційна площі вхідного отвору АIN.
Чим менше діафрагмове число, тим вища інтенсивність світла у фокальній площині.
Поле зору (кут поля зору) 2w — це тілесний кут, в межах якого детектор є чутливим до електромагнітного випромінювання.
У недавньому минулому в оптичних системах, які використовувались для концентрації оптичних випромінювань, переважали масивні сферичні лінзи, оскільки вони були простішими для розрахунку та виготовлення. Більш досконалими масо-габаритними та абераційними характеристиками володіють асферичні лінзи, які дозволяють також зменшити кількість оптичних поверхонь і, таким чином, спростити конструкцію концентратора.
Цілий ряд фірм та університетів працює над розробкою високоефективних багатоелементних концентраторів на основі скляних та полімерних) мікролінз.
Особливим типом збиральних конструкцій є рефракційні концентратори, утворені зі ступінчатих поверхонь Френеля. Р. Лейтц та А. Сузукі, автори книги «Незображальні лінзи Френеля: конструкції та продуктивність сонячних концентраторів» говорять про те, що концентрація сонячної енергії вимагає не якості зображення, а рівномірності потоку та його ефективного збирання на малій поверхні фотоприймача. Особливості використання лінз Френеля у сонячних концентраторних системах проведені у багатьох публікаціях.
Лінзу Френеля можна розглядати як один з перехідних елементів асферичної оптики. Позитивною ознакою лінзи Френеля є можливість її створення практично на любій поверхні, в тому числі, і на площині. Ця перевага дозволяє значно зменшити її товщину і, відповідно, масу при великих діаметрах у порівнянні зі звичайними рефракційними лінзами аналогічних розмірів. Застосування лінз Френеля в сонячних концентраторах пояснюється можливостю їх виготовлення із органічного скла високотехнологічними способами пресування або лиття.
Багатоелементні концентратори на основі скляних та полімерних (мікролінз Френеля забезпечують збирання випромінювання на рівні 500 «сонць» та інтеграцію з компактними фотоелектричними сонячними елементами з енергоефективністю перетворення на рівні 38 %. Фірма Sharp Electronics представила сонячну панель, яка складається з багатоелементного концентратора на основі 270 лінз Френеля та фотоелектричних перетворювачів на основі арсеніду галлію. Електрична потужність панелі складає 2,9 кВт.
Ступінчаті лінзи Френеля – лінзи Френеля можуть комбінуватися з призмами повного внутрішнього відбиття і цим мінімізувати вагу та збільшувати світловий діаметр лінз.
Рефракційним концентраторам властиві такі вади, як неоднорідність оптичного матеріалу, наявність повітряних бульбашок та оптичних збурень, що проявляються у розсіюванні оптичних випромінювань. При великих габаритах і масі деталей усунення цих вад є великою технологічною проблемою. Окрім того, виготовлення рефракційних елементів пов'язано з використанням складних технологічних процесів, починаючи з отримання скляної заготовки, механічного шліфування методами абразивної обробки та полірування і закінчуючи інтерференційними процесами контролю якості. Якщо ж до цього додати ще необхідність подолання впливу хроматичних аберацій, властивих рефракційним елементам, то можна зрозуміти причину того, чому рефракційні концентратори не знайшли широкого застосування в промислових зразках сонячних енергетичних систем. Винятком, можливо, є багатоелементні системи із мікролінз, кожна з яких спрямовує частину загального сонячного потоку на окремий приймач сонячної енергії.